# Dziekanów Leśny

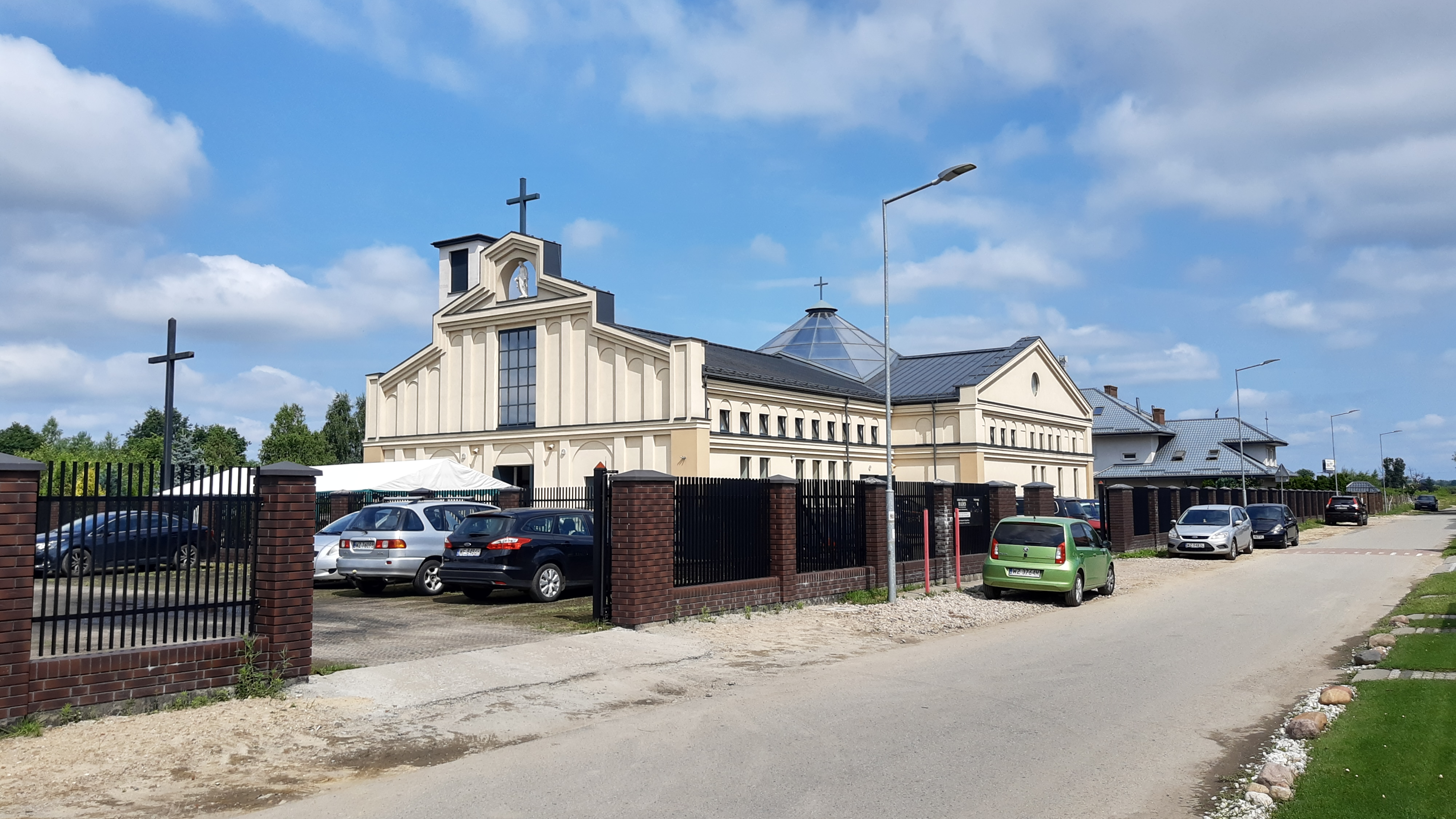
Kościół Matki Bożej Królowej Rodzin w Dziekanowie Leśnym

Dziekanów Leśny (dawniej Dziekanów Niemiecki, niem. Deutsch Dziekanow) – wieś w Polsce położona w województwie mazowieckim, w powiecie warszawskim zachodnim, w gminie Łomianki.
W latach 1975–1998 miejscowość administracyjnie należała do województwa warszawskiego.

## Położenie
Wieś zlokalizowana przy drodze krajowej nr 7 Warszawa – Gdańsk, na południe od Wisły, na północnym skraju Puszczy Kampinoskiej i zarazem Kampinoskiego Parku Narodowego, od zachodu graniczy z Dziekanowem Polskim, od wschodu z Kiełpinem, od południa z Puszczą Kampinoską.

## Sołectwa
Na terenie miejscowości utworzono 2 sołectwa Dziekanów Leśny i Dziekanów Bajkowy, ulica Kolejowa, którą przebiega DK7, jest granicą między sołectwami na terenie wsi.  
Według staniu na dzień 31 grudnia 2008 sołectwo Dziekanów Leśny ma powierzchnię 339 ha i 1466 mieszkańców, a Dziekanów Bajkowy ma powierzchnię 80,3 ha i 720 mieszkańców.

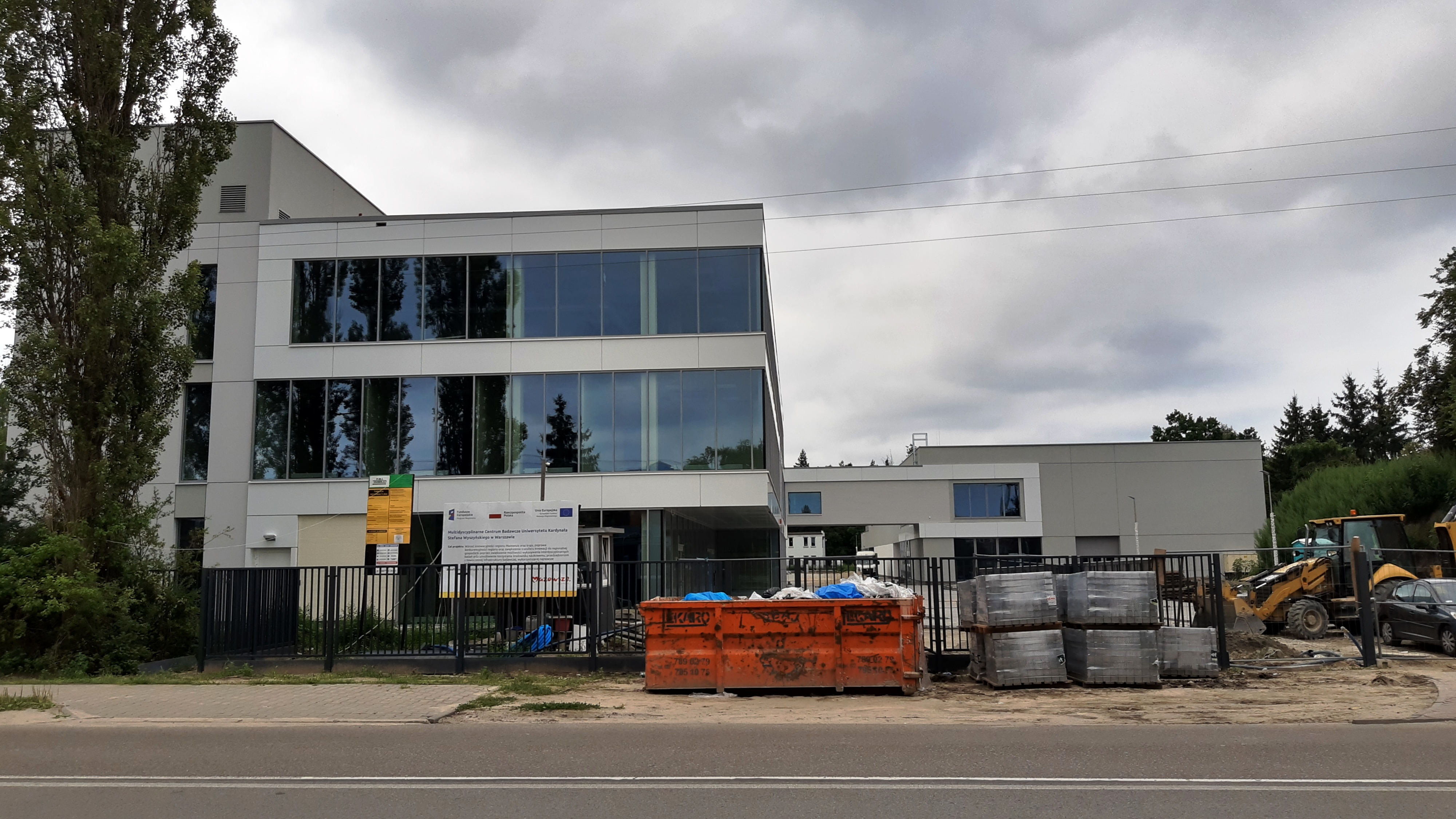
Multidyscyplinarne Centrum Badawcze Uniwersytetu Kardynała Stefana Wyszyńskiego

Stanowiący odrębne sołectwo Dziekanów Bajkowy zabudowany jest przez domy jednorodzinne. Swoją nazwę wywodzi od nazw ulic w tym rejonie – większość z nich poświęconych jest polskim autorom utworów dla dzieci (Marii Kownackiej, Janowi Brzechwie, Henrykowi Sienkiewiczowi i postaciom z bajek (ulice Złotej Rybki, Siedmiu Krasnoludków, Kaczki Dziwaczki itp.). Granice sołectwa przebiegają:
- od zachodu i północy granicą sołectwa Dziekanów Polski wzdłuż ulicy Krasnoludków oraz ulicami: Rolniczą i Przy Jeziorze,
- od wschodu granicą sołectwa Kiełpin wzdłuż osi ulicy Wiklinowej,
- od południa granicą sołectwa Dziekanów Leśny wzdłuż ulicy Kolejowej[10].

## Historia
Wieś założona w XIX wieku jako kolonia na zasadach osadnictwa mennonickiego na terenach wsi Dziekanowo, należącej wcześniej do dziekanów kapituły płockiej. W związku z osadnictwem niemieckim i holenderskim nazywana Dziekanowem Niemieckiem. Do 1945 we wsi dominowała protestancka ludność niemieckojęzyczna. W okresie międzywojennym (1927) zbudowano tu linię kolejową łączącą Palmiry z Warszawą, miejscowość zyskała pewne znaczenie jako podmiejskie letnisko. W czasie II wojny światowej 6 lipca 1943 miała tu miejsce akcja oddziału AK na niemiecką mleczarnię. 18 września 1944 rozbił się tu amerykański bombowiec B-17G "Do zobaczenia" por. Francisa Akinsa, niosący pomoc powstańcom w Warszawie; 8 osób z załogi zginęło, 2 wzięto do niewoli.
Jeszcze przed wojną zaczęto wznosić tu budynki z przeznaczeniem dla Wojskowej Szkoły Przeciwgazowej. Niedokończone budynki służyły w czasie wojny Niemcom, m.in. jako magazyny i warsztaty. Po wojnie powstał tu szpital, obecnie pediatryczny, do 1967 sanatorium przeciwgruźlicze dla młodzieży, gdzie po raz pierwszy w Polsce połączono naukę szkolną z leczeniem. W pobliżu mieści się Centrum Badań Ekologicznych PAN oraz Multidyscyplinarne Centrum Badawcze Uniwersytetu Kardynała Stefana Wyszyńskiego w Warszawie.
Przy szpitalu zlokalizowane są: pętla autobusowa, miejsce po dawnej stacji kolejowej, nasyp kolejowy, miejsce wyjścia na puszczańskie szlaki turystyczne. 14 października 2006 na końcu alei brzozowej umieszczono głaz upamiętniający himalaistę i taternika, prezesa Mazowieckiego Klubu Górskiego Matragona, pomysłodawcy i organizatora maratonów pieszych w Puszczy Kampinoskiej, Andrzeja Zboińskiego.
We wsi znajduje się cmentarz ewangelicki, założony w połowie XIX wieku. Został zdewastowany i rozkradziony po wyjeździe osadników pochodzenia niemieckiego w drugiej połowie 1944. Na jego terenie zachowały się nieliczne nagrobki. W 2013 cmentarz został zinwentaryzowany i uporządkowany staraniem Stowarzyszenia Nasze Łomianki we współpracy z administracją Kampinoskiego Parku Narodowego. Efektem przeprowadzonej inwentaryzacji było stwierdzenie istnienia tu kilkudziesięciu grobów oraz odnalezienie kilkunastu tablic nagrobkowych. 12 czerwca 2014 nekropolia została oficjalnie otwarta dla zwiedzających.
W 2006 powstała tu nowa parafia rzymskokatolicka a w latach 2009-12 wzniesiono kościół w południowej części miejscowości, przy granicy z Dziekanowem Polskim.

## Szlaki turystyczne
- Kampinoski Szlak Rowerowy (wokół KPN) 144,5 km
- Południowy Szlak Leśny (Dziekanów Leśny – Kampinos – Granica – Żelazowa Wola) 56,1 km
- Główny Szlak Puszczy Kampinoskiej (Dziekanów Leśny – Wiersze – Brochów) 55,8 km